# مارتین پی۵ام مارلین
مارتین پی۵ام مارلین (به انگلیسی: Martin P5M Marlin) یک هواگرد ساختِ کارخانهٔ گلن ال. مارتین کمپانی در کشور ایالات متحده آمریکا است. نخستین استفاده‌کنندهٔ این هواگرد نیروی دریایی ایالات متحده آمریکا بوده‌است. این هواگرد برای نخستین بار در ۳۰ مه ۱۹۴۸ میلادی مورد استفاده قرار گرفت.